# Seguí
Seguí é um município da província de Entre Ríos, na Argentina.